# Býčkovice
Býčkovice (deutsch Pitschkowitz) ist eine Gemeinde mit 298 Einwohnern (1. Januar 2019) im Okres Litoměřice in Tschechien. Sie liegt 7 km nordöstlich von Litoměřice am Luční Potok (Luhabach) im rechtselbischen Teil des Böhmischen Mittelgebirges. Östlich des Dorfes liegt der 257,8 m hohe Vinice (Weinberg), von dem sich eine Aussicht bis ins Elbtal bei Leitmeritz bietet. Býčkovice liegt einen Kilometer nördlich der Eisenbahnlinie von Litoměřice nach Česká Lípa und besitzt gemeinsam mit Ploskovice einen Haltepunkt.

## Geschichte
Die erste Erwähnung von Pitschkowitz stammt vom Ende des 12. Jahrhunderts als der Inhaber der Herrschaft, Hroznata, im Jahre 1197 die in seinem Besitz befindlichen Dörfer Pitschkowitz und Plahow dem von ihm gegründeten Kloster Tepl stiftete. Im Jahre 1233 verpachtete das Kloster den Ort an den Deutschritterorden, der den Ort 1282 erwarb und eine Kommende errichtete. 1422 wurde der feste Hof durch die Ordensritter an Siegmund von Wartenberg auf Tetschen verpfändet. 1437 wurde Henik von Waldstein Inhaber, ihm folgten wieder die Wartenberger. 1577 ging das Gut an eine Seitenlinie der Familie, die Kostomlatsky von Wrzessowitz, die im 17. Jahrhundert ihren Besitz in Pitschkowitz und Ploschkowitz vereinigten. 1634 ist letztmals die Veste Pitschkowitz nachweisbar. Im Jahre 1800 ist der Meierhof abgerissen worden und an seiner Stelle der Ortsteil Baustellen gegründet worden.
Am Dorfplatz wurde 1835 die neue Kirche erbaut, und die vorherige aus dem 15. Jahrhundert stammende Pfarrkirche St. Gallus auf dem Friedhof wurde abgerissen. Für den Hauptaltar des Kirchenbaus stiftete Großherzog Leopold II. von Toskana ein wertvolles Bild aus der Florentiner Gemäldesammlung, das von Napoléon Bonaparte nach Paris verbracht worden war und nach dessen Verbannung in die Uffizien zurückgekehrt war.

## Gemeindegliederung
Die Gemeinde Býčkovice besteht aus den Ortsteilen Býčkovice (Pitschkowitz) und Velký Újezd (Großaujezd b. Zahorschan), die zugleich auch Katastralbezirke bilden. Zu Býčkovice gehören außerdem die Wohnplätze Cihelna (Ziegelkratschen), Leopoldův Mlýn (Leopoldmühle), Luční Mlýn (Luhamühle) und Obora (Wobora).